# Philippe Gaudrillet
Philippe Gaudrillet né le 23 juillet 1936 à Châtenay-Malabry (Hauts-de-Seine) est un coureur cycliste français, professionnel de 1959 à 1962.

## Palmarès sur piste

### Championnats du monde
- Zurich 1961
  -  Médaillé d'argent de la poursuite amateurs

### Championnats de France
- 1954
  -  Champion de France travailliste de poursuite
- 1956
  -  Champion de France de poursuite par équipes (avec Jean Graczyk, Jean-Claude Lecante et André Le Dissez)
  - 2e du championnat de France de poursuite
- 1957
  -  Champion de France de poursuite
  -  Champion de France militaires de poursuite
  - 2e du championnat de France de poursuite par équipes
- 1958
  -  Champion de France de poursuite
  -  Champion de France de poursuite par équipes (avec Lahaye, Claude Fuggi et Jean-Claude Lecante)
- 1960
  -  Champion de France de poursuite
- 1961
  - 3e du championnat de France de poursuite

### Championnats régionaux
- 1956
  - Champion d'Île-de-France de poursuite
  - Champion d'Île-de-France de poursuite des sociétés (avec Jean Graczyk, Jean-Claude Lecante et André Le Dissez)
- 1957
  - Champion d'Île-de-France militaires de poursuite
  - Champion d'Île-de-France de poursuite par équipes (avec André Le Dissez, Gilbert Ruel et Jean-Claude Lecante)
- 1958
  - Champion d'Île-de-France de poursuite
  - Champion d'Île-de-France de poursuite par équipes (avec Lahaye, Michel Dilloard et Nozières)

## Palmarès sur route

### Par année
| - 1955 - Paris-Sannois - Paris-Vernon - Paris-Crécy - Grand Prix de l'Humanité - 1956 - 2e de Paris-Évreux - 3e de Paris-Noisy | - 1958 - Grand Prix de l'Humanité - 2e de Paris-Vailly - 1958 - Paris-Arras - Paris-Briare - Grand Prix de Boulogne |

### Résultats sur les grands tours

#### Tour de France
1 participation
- 1961 : abandon (6e étape)